# Андросов, Александр Викторович
Александр Викторович Андросов  (родился 9 июня 1977, Одесса) — продюсер и ведущий передачи «Что? Где? Когда?» на украинских телеканалах Первый Национальный, К1, телеканал Интер, 1+1, ICTV, Украина .

## Биография
После окончания Одесской государственной академии строительства и архитектуры в 1999 году в течение года проработал в одесском горисполкоме, в отделе развития территорий. Параллельно продолжал сотрудничество с академией в области научных разработок. Получил два авторских свидетельства.
В том же 1999 году начал сотрудничать с радиостанцией «Ностальжи». В 2000 занял на радиостанции должность программного директора. Проработав около года, перешёл на работу в телерадиокомпанию «ГЛАС«. За время работы в ТРК «ГЛАС» написал и запустил 5 телепроектов и около полутора десятков радиопроектов. Вел утренний эфир на радио «Глас», писал программы, продюсировал проекты, разрабатывал рекламные кампании. С мая 2002 года стал ведущим программы «9 вал» на телеканале «Интер».
В 2005 году получил второе высшее образование в Государственном педагогическом университете им. Ушинского по специальности «психология».
Написал в соавторстве с Виктором Байраком и Евгением Копейкой книгу «Что? Где? Когда? — 2001 (перекидной календарь для интеллектуально озабоченных)», в соавторстве с Александром Клейном — «Играем в Что? Где? Когда?». В данный момент[уточнить] работает в рекламном бизнесе и ведёт передачу «Что? Где? Когда?» на украинском канале Украина. Является генеральным продюсером компании «Игра-Украина», выпускающей программы «Что? Где? Когда?» и «Брейн-ринг».
Увлечен и спортивной версией игры «Что? Где? Когда?». За годы участия в одесском клубе «Эрудит» организовал и провел множество турниров. Бронзовый призёр Чемпионатов Украины по «Что? Где? Когда?» 1999 и 2005 годов, победитель Олимпийского Кубка Украины — 2005, серебряный призёр Кубка Наций-2009, 1 место на фестивале «Звезды ЧГК в гостях у Ровшана Аскерова» (1999).
Председатель оргкомитета Чемпионата Украины по брейн-рингу (2001), чемпионатов Украины по брейн-рингу среди школьных команд (2000, 2001, 2002), первенств Украины по интеллектуальным единоборствам среди молодёжных команд «Играриум-1999», «Играриум-2000», ЧГК-марафонов (1999, 2000, 2001, 2002, 2003, 2006, 2007), сопредседатель оргкомитета фестиваля «Одессея-2001». Член малого совета клуба «Эрудит».
Один из проведённых им марафонов состоял из 1001 вопроса, отыгранных без перерывов. Игра продолжалась 28 часов 20 минут.
Написал более шестисот вопросов для различных турниров.
Организатор всеукраинских забегов студентов, которые проходили в Одессе и Киеве.
В 2015 году создал в Одессе «Интеллект-клуб №1». Это креативное пространство в центре Одессы, созданное специально для проведения интеллектуальных игр и культурных мероприятий. Здесь проходят чемпионаты по «Что? Где? Когда?» и «Брейн-рингу» для взрослых, студентов и школьников. А также занятия «Школы интеллекта», направленной на развитие юного поколения одесситов. Это также место встречи со знатоками, писателями, шоуменами, телеведущими и спортсменами.
Тренер-чемпион Одесской Лиги Смеха 2016 с командой «Николь Кидман»
Тренер-чемпион Лиги Смеха Израиля 2018 с командой «Я так и знала»
В 2019 году стал одним из создателей спутникового телеканала  интеллектуальных игр и юмористических программ Quiz TV 